# Wilhelm Metz (Polizeipräsident)
Wilhelm Metz (* 29. Oktober 1893 in Gleiwitz; † 31. März 1943) war ein deutscher Polizeibeamter und SA-Funktionär, zuletzt im Rang eines SA-Brigadeführers. Metz war unter anderem Polizeipräsident des oberschlesischen Industriereviers und von Kattowitz.

## Leben und Wirken
Metz war von Beruf Landwirt. Am Ersten Weltkrieg, an dem er mit dem Infanterie-Regiment 62 teilnahm, erreichte er mindestens den Rang eines Leutnants und wurde er mindestens einmal 1916, verwundet. Nach dem Krieg betätigte er sich bis 1921 beim Grenzschutz Ost in Oberschlesien. 
1929 trat Metz in die SA und angeblich zum 22. Januar de facto wohl aber zum 1. April oder Mai 1931 der NSDAP bei (Mitgliedsnummer 503.707). In den frühen 1930er Jahren führte er als Standartenführer die SA des oberschlesischen Industriegebietes. Von 1934 bis 1935 fungierte er dann als Führer der SA-Brigade 17 in Oppeln. Seinen höchsten Rang in der SA erreichte er am 30. Januar 1942 mit der Beförderung zum SA-Brigadeführer.
Nach der Machtergreifung wurde Metz – trotz eines jüdischen Urgroßvaters – 1933 zum Polizeidirektor in Oppeln ernannt und nach dem Münchner Abkommen 1938/39 zum Polizeichef in Troppau. Nach Beginn des Zweiten Weltkrieges folgte die Verwendung als Polizeipräsident des oberschlesischen Industriereviers mit Dienstsitz in Kattowitz, zudem unterstand ihm im deutsch besetzten Polen „die Polizeiorganisation im annektierten Oststreifen mit Sitz in Sosnowiec“. Da Heinrich Himmler Metz in der Judenfrage als zu „zaghaft“ ansah, wurde dieser 1940 durch den radikaleren Alexander von Woedtke abgelöst und auf den Posten des Polizeipräsidenten von Kattowitz mit Zuständigkeit für Stadt und Landkreis Kattowitz sowie die Stadt Königshütte relegiert, auf dem er bis zu seinem Tod verblieb.